# Trnje, Trebnje
Trnje je naselje v občini Trebnje.
Trnje stoji na terasah levega brega Temenice ob cesti Velika Loka – Veliki Gaber. Pod naseljem je med cesto in Temenico široka loka Gmajna, ki je ob večjem deževju poplavljena, proti Mali Loki so v hriboviti legi vaške njive, nad hišami pa raste mešani gozd.